# Kurt Schütte
Kurt Schütte (14 de octubre de 1909, Salzwedel – 18 de agosto de 1998, Munich) fue un matemático alemán quien trabajó en la teoría de la prueba y el análisis ordinal. El ordinal de Feferman-Schütte, que demostró ser el ordinal preciso de impredicatividad, lleva su nombre.

## Publicaciones
- Schütte, Kurt (1977), Proof theory, Grundlehren der Mathematischen Wissenschaften 225, Berlin-New York: Springer-Verlag, pp. xii+299, ISBN 3-540-07911-4, MR 0505313.

- Beweistheorie, Springer, Grundlehren der mathematischen Wissenschaften, 1960, edición revisada al inglés Proof Theory, Springer 1977

- Vollständige Systeme modaler und intuitionistischer Logik, Springer 1968

- con Wilfried Buchholz: Proof Theory of Impredicative Subsystems of Analysis, Bibliopolis, Neapel 1988

- con Helmut Schwichtenberg: Mathematische Logik. En: Fischer, Hirzebruch u.a. (ed.) Ein Jahrhundert Mathematik 1890-1990, Vieweg 1990